# Републикански път III-6061
Републикански път IIІ-6061 е третокласен път, част от Републиканската пътна мрежа на България, преминаващ изцяло по територията на Пловдивска област, Община Хисаря. Дължината му е 21,7 km.
Пътят се отклонява наляво при при 48,1 km на Републикански път III-606 в южната част на село Красново, минава през центъра на селото и се насочва на изток през най-северната, хълмиста част на Горнотракийската низина. Преминава последователно през селата Старосел, Паничери и Старо Железаре и северозападно от село Черничево се свързва с Републикански път III-642 при неговия 16,4 km.
| Пътища, отклоняващи се надясно (населено място, № на пътя, посока на пътя) | km   | Пътища, отклоняващи се наляво (посока на пътя, № на пътя, населено място) |
| -------------------------------------------------------------------------- | ---- | ------------------------------------------------------------------------- |
| Община Хисаря, III-606, 48,1 km, с. Красново ←                             | 0,0  | ← с. Красново, 48,1 km, III-606, Община Хисаря                            |
| Красновски минерални бани                                                  | 2,9  | Красновски минерални бани                                                 |
| с. Старосел                                                                | 8,7  | с. Старосел                                                               |
| с. Паничери                                                                | 14   | → с. Паничери, общински път (за с. Мътеница)                              |
| (за с. Ново Железаре) общински път, с. Старо Железаре ←                    | 17,5 | с. Старо Железаре                                                         |
| (до 34,8 km на II-64) III-642, 16,4 km ←                                   | 21,7 | ← 16,4 km, III-642 (от 11,4 km на II-64)                                  |